# Gröna brigaden
Gröna brigaden (eller Skotska brigaden), en av Gustav II Adolfs infanteribrigader, bestod av skotska värvade regementen, som, under befäl av Hepburn och efter honom av Wildenstein, deltog i polska kriget och sedan följde Gustav II Adolf till Tyskland. Efter slaget vid Lützen (1632), där brigaden lär ha bestått av tyskar, förlorar man alla spår av brigaden.